# Armand Traoré
Armand Traoré, född 8 oktober 1989 i Paris, är en fransk-senegalesisk före detta fotbollsspelare.

## Klubbkarriär

### Arsenal
Traoré värvades av Arsenal från AS Monaco i augusti 2006 och debuterade mot West Bromwich Albions i ligacupen den 24 oktober samma år.

### Queens Park Rangers
30 augusti 2011 skrev Traore på ett 3-års avtal med Queens Park Rangers för en hemlig summa som spekulerades vara £1,2 miljoner.

### Nottingham Forest
Den 29 juli 2016 värvades Traoré av Nottingham Forest, där han skrev på ett treårskontrakt. Den 2 februari 2018 lånades Traoré ut till Cardiff City över resten av säsongen 2017/2018.

### Cardiff City
Den 8 november 2019 återvände Traoré till Cardiff City, där han skrev på ett korttidskontrakt.